# Parafia Opatrzności Bożej w Tucholi
Parafia Opatrzności Bożej – rzymskokatolicka parafia znajdująca się w Tucholi. Parafia należy do diecezji pelplińskiej i dekanatu Tuchola.

## Obszar parafii
Na obszarze parafii leżą ulice w Tucholi: Al. 700-lecia, Abpa J. Świnki, Borowiacka, Bractwa Kurkowego, Gajowa, Hejnałowa, Jana Pawła Ii, Jastrzębia, Jana III Sobieskiego, J. Pruszcza, J. Tucholczyka, Kniejowa, Krucza, Ks. J. Kujota, Łowiecka, Myśliwska, Obrońców Polskości, Orla, Parkowa, Pokoju Toruńskiego, Przemysłowa, Sambora I, Sarnia, Sokolnicza, Strzelecka, Świecka, Św. Huberta, Wojska Polskiego, Wrzosowa, Żwirowa. 
Na obszarze parafii leżą miejscowości: Międzylesie, Nad Brdą, Rudzki Młyn, Świt, Wybudowanie Pod Cekcyn. Tereny te znajdują się w gminie Tuchola, w powiecie tucholskim, w województwie kujawsko-pomorskim.